# 黑斑叉鼻鲀
黑斑叉鼻鲀（学名：Arothron nigropunctatus）为輻鰭魚綱魨形目四齒魨亞目四齒鲀科叉鼻鲀属的鱼类。分布于在太平洋及印度洋内、西达红海、西南达非洲东岸的桑给巴尔和莫三鼻给的德拉果阿海湾、向东经印度沿海、马来半岛、印度尼西亚及菲律宾、直到以及西沙群岛、海南岛、台湾等海域等，一般栖息于热带，棲息深度0-60公尺，本魚體呈橢圓形，皮膚沒有鱗片覆蓋，沒有腹鰭，也沒有側線，背鰭和臀鰭較小，對稱，位於身體的末端，鼻短，有兩對鼻孔，嘴的末端有四顆堅固的牙齒，體色多變，可以是灰色、淺棕色、藍色、深藍色、亮黃色、橙黃色，有時可以是雙色，如藍色和黃色，上有排列不規則的黑色圓斑，體長可達33公分，棲息在沿海礁石區，通常成對出現，以珊瑚、海綿、甲殼類、軟體動物等為食，生活習性不明，可作為觀賞魚，具有毒性。该物种的模式产地在特兰古巴。